# Motol
Motol (biał. Мо́таль, rzadziej Motyl, biał. Мо́тыль) – agromiasteczko (dawniej miasteczko) na Białorusi, na Polesiu, w rejonie janowskim obwodu brzeskiego, nad Jasiołdą.
Siedziba parafii prawosławnej pw. Przemienienia Pańskiego.

## Historia
Miasto królewskie lokowane w 1554 roku przez Bonę Sforzę. Miasto ekonomii pińskiej położone było w końcu XVIII wieku powiecie pińskim województwa brzeskolitewskiego.
Według Słownika geograficznego Królestwa Polskiego miasteczko liczyło 2149 mieszkańców (1878 rok) i posiadało cerkiew parafialną i kaplicę na cmentarzu grzebalnym; miasto było położone przy trakcie handlowym z Pińska do Prużany. Prawosławna świątynia powstała we wsi najpóźniej w XVI stuleciu.
W II Rzeczypospolitej w województwie poleskim, w powiecie drohickim. Początkowo była to gmina miejska (miasto w 1921 roku liczyło 4390 mieszkańców), następnie zdegradowana do rzędu wsi i włączona do gminy Motol.
Miejscowa społeczność żydowska, licząca około 3 tys. członków, została na początku sierpnia 1941 roku wymordowana przez żołnierzy Brygady Kawalerii SS.

## Gospodarka
Głównym firma agromiasteczko - JSC „Agro-Motol”.

## Edukacja
Rolno-miasto ma 2 szkół średnich i szkół artystycznych.

## Urodzeni
- Chaim Weizman – 1874, pierwszy prezydent państwa Izrael.
- Siergiej Pałto – 1960, rosyjski fizyk i matematyk.
- Alaksandr Waładźko – 1986, piłkarz BATE Borysów.
- Lejzor Czyż (Leonard Chess)- 1917, założyciel Chess Records.

## Grafika

Motol na starych fotografiach
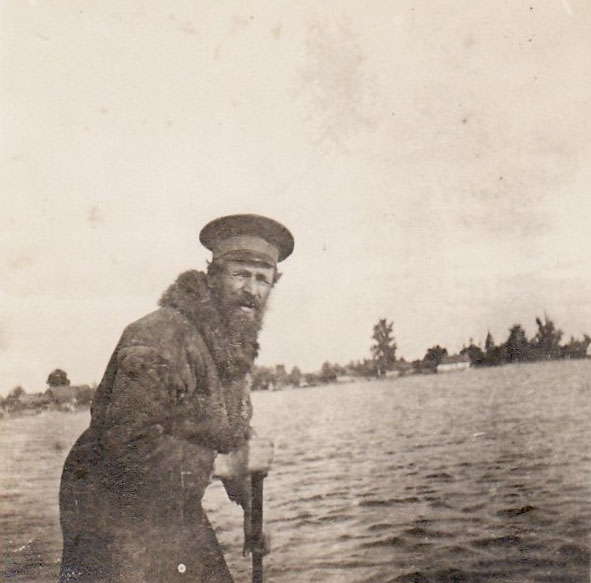
Rzeka Jasiołda (1916)
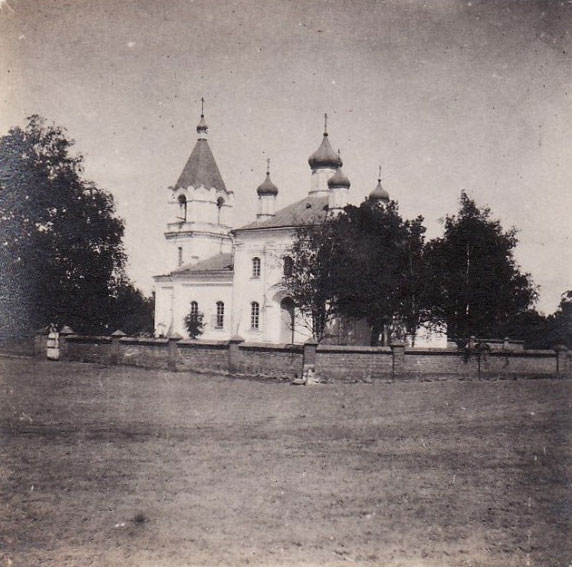
Plac i cerkiew przy rynku (1916)
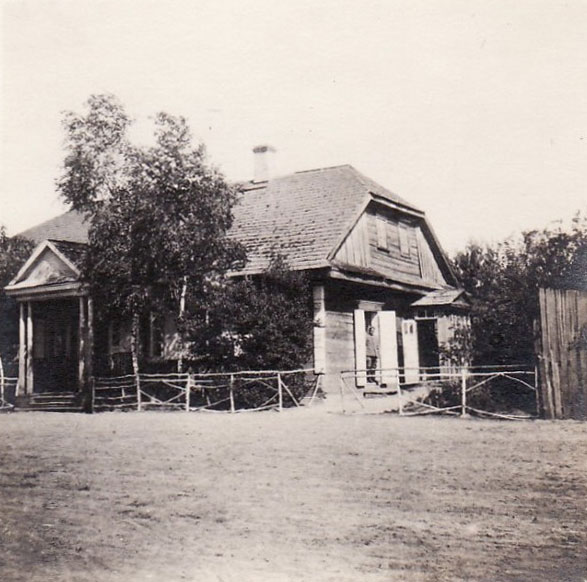
Gospodarstwa (1916)
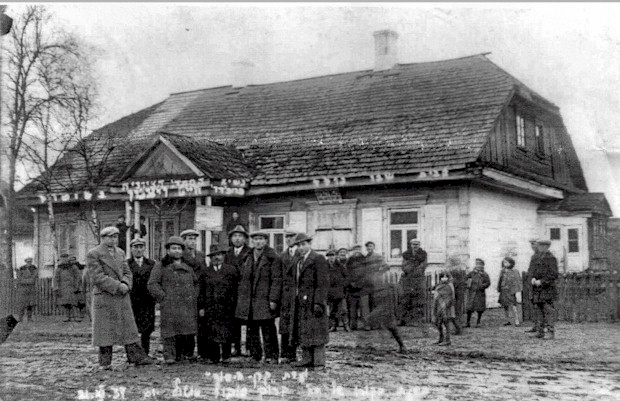
(1937)